# Dysdera laterispina
Dysdera laterispina là một loài nhện trong họ Dysderidae.
Loài này thuộc chi Dysdera. Dysdera laterispina được Carlo Pesarini miêu tả năm 2001.